# Averton
 Averton  es una población y comuna francesa, en la región de Países del Loira, departamento de Mayenne, en el distrito de Mayenne y cantón de Villaines-la-Juhel.

## Demografía
| 595 | 542 | 521 | 551 | 582 | 601 |
| Para los censos de 1962 a 1999 la población legal corresponde a la población sin duplicidades (Fuente: INSEE [Consultar]) |     |     |     |     |     |